# The Lady Takes a Sailor
The Lady Takes a Sailor è un film del 1949, diretto da Michael Curtiz. La sceneggiatura di Everett Freeman si basa su The Octopus and Miss Smith, una storia di Jerome Gruskin.

## Distribuzione
Distribuito dalla Warner Bros., il film uscì nelle sale statunitensi presentato a New York il 16 dicembre 1949.